# Atomorpha hedemanni
Atomorpha hedemanni är en fjärilsart som beskrevs av Hugo Theodor Christoph 1885. Atomorpha hedemanni ingår i släktet Atomorpha och familjen mätare. Inga underarter finns listade i Catalogue of Life.